# Myron Walden
Myron Walden (* 18. Oktober 1973 in Miami) ist ein US-amerikanischer Jazzmusiker (Alt- und Tenorsaxophon).

## Leben und Wirken
Myron Walden verbrachte seine Jugend im New Yorker Stadtteil Harlem. Beeinflusst von der Musik Charlie Parkers begann er Altsaxophon zu spielen, besuchte die LaGuardia High School of Music and Art und die Harlem School of the Arts; seine Mentoren waren unter anderem Yusef Lateef und Donald Byrd. 1993 gewann er die Charlie Parker Competition im Lincoln Center; es folgten Auftritte mit Wynton Marsalis, Nat Adderley und Lou Donaldson. 1996  erschien sein Debütalbum Hypnosis, gefolgt von Like a Flower Seeking the Sun (1999). Walden veröffentlichte 2009 das Album Momentum (Demi Sound), das er mit seiner gleichnamigen Band aufnahm, die sich am 1960er Miles-Davis-Quintett orientiert und in dem Trompeter Darren Barrett, Pianist Eden Ladin, Bassist Yasushi Nakamura und der Schlagzeuger Mark Whitfield Jr. spielen. Walden wirkte außerdem bei Aufnahmen von Omer Avital, Benito Gonzalez, Eric Revis und Josh Roseman (Treats for the Nightwalker, 2003) mit.

## Diskographische Hinweise
- Higher Ground (2002)
- This Way (2003)
- Momentum Live (2009)
- In This World: To Feel (2010) mit Kendrick Scott, Brian Blade
- In This World: What We Share (2010)